# Герберт Аксельрод
Герберт Річард Аксельрод (Herbert Richard Axelrod; 7 червня 1927  —15 травня 2017) — американський іхтіолог.

## Життєпис

### Молоді роки
Походив з родини єврейських емігрантів із села Російської імперії (сучасна Берестейська область Білорусі). Син Аарона Аксельрода, шкільного викладача математики і гри на скрипці, та Едіт, відповідальної за закупівлі для військово-морського флоту США. Народився у 1927 році у міста Байонн (штат Нью-Джерсі). Виховувався бабусею та дідусем, які навіть не володіли англійською мовою. У віці 5 років він пішов в школу, де швидко навчився англійської, оскільки вже говорив на чотирьох мовах, зокрема німецькою та їдиш. Саме він навчив своїх бабусю і дідуся англійської, а вони дали йому гарне виховання в традиціях благодійності, яке вплинуло на всю його подальше життя. У 1944 році закінчив школу й вступив до військово-медичного училища для проходження армійських курсів надання першої медичної допомоги.

### Захоплення акваріумістикою
1950 року Герберта було спрямовано до Кореї, де він брав участь у тамтешній війні. Аксельрода було поранено в руку. За рекомендацією лікарів, щоб зберегти її рухливість в період реабілітації, почав щодня працювати на друкарській машинці. Водночас частково оволодів японською мовою. Саме цей період життя став початком його акваріумної кар'єри, оскільки книга, над якою він щодня працював, називалася «Керівництво за утриманням акваріумних риб» (The Handbook of Tropical Aquarium Fishes). Ця книга, що вийшла майже 1 мільйонним тиражем, стала справжнім бестселером. Також праця Аксельрода надала потужний імпульс розвитку акваріумістики в США та в усьому світі.
1952 року повернувся до США. Аксельрод навчався в Нью-Йоркському університеті де, згодом, отримав вчений ступінь доктора філософії з медичної статистики (епідеміологія). Паралельно продовжив просвітницьку та популяризаторську діяльність з акваріумістики.
Того ж року створив журнал з акваріумістики «Tropical Fish Hobbyist», а потім — однойменне видавництво (TFH), орієнтоване на випуск літератури з різних тварин: собак, кішок, птахів, акваріумних риб. У видавництві виходили великі альбоми-монографії, невеличкі добре складені книги, періодичні видання.
Г. Р. Аксельрод довгий час провів у Бразилії, в басейні річки Амазонки. Там він зацікавився викопною іхтіофауною, добре збережених залишків якої в Бразилії виявилося безліч. Йому вдалося зібрати колекцію викопних тварин, оцінену згодом в кілька мільйонів доларів. Одна частина цієї палеонтологічної колекції була подарована ним Музею природної історії США, інша 1989 року — Гвелфському університету в Канаді. Результати обробки «канадської» частини послужили підставою для створення Інституту іхтіології і появи в Канаді сильної школи іхтіологів.
Протягом 1960-1990-х років здійснив понад 40 експедицій до Південної Америки, Африки, Австралії, Фіджі, Індонезії, Таїланду, Індії та Малайського архіпелагу, де займався зоологією та іхтіологією. 1974 року відвідав Москву, де тоді проходив міжнародний конкурс імені П. І. Чайковського.
У 1994 році в містечку під назвою Барселос (штат Амазонас, Бразилія) на власні кошти заснував дослідницький центр, який спочатку займав всього 1 кімнату, а згодом перетворився на авторитетну наукову установа міжнародного рівня — «Center of Aquatic Conservation in Barcelos».

### Згортання бізнесу
У 1997 році Аксельрод вирішив відійти від активного бізнесу, продавши за 70 млн доларів все права на TFH каліфорнійській компанії Central Garden & Pet Company.
У 2003 році Герберт Аксельрод зі знижкою (при вартості 50 млн продав за 18 млн доларів) продав Нью-Джерсійському симфонічному оркестру колекцію музичних інструментів Золотого століття. У колекцію, яка оцінювалася в мільйони доларів, входило 30 скрипок, альтів і віолончелей роботи відомих майстрів Антоніо Страдіварі, Гварнері дель Джезу і інших.

### Судове переслідування
У 2004 році федеральний суд Нью-Джерсі висунув проти Аксельрода позов за звинуваченням у приховуванні доходів. Його звинувачували в злочинній змові, в тому, що він допомагав колишньому віце-президенту TFH скласти несправжню декларацію на повернення податків. Кілька місяців Аксельрод переховувався від правосуддя на Кубі, а в 2005 році його заарештовано в берлінському аеропорті Тегель (прибув туди з Цюріху) і депортовано до США, де був засуджений за податкові махінації до 1,5 років в'язниці. Через 15 місяців, з огляду на зразкову поведінку, а головне — компенсацію збитку у 750 тис. доларів, його амністували і дозволили повернутися до Швейцарії.
В Швейцарі, насамперед у Цюриху, Герберт Аксельрод мешкав до самої смерті у 2017 році.

## Наукова діяльність
Аксельрод вважається один з найбільших знавців тропічних риб. Він написав 16 робіт з іхтіології, опублікував 28 книг по окремим видам риб для любителів-акваріумістів, написав сотні статей. Більшість праць супроводжено чудовими малюнками та фотографіями.
Крім того, Г.Аксельрод відкрив декілька раніше невідомих видів, шість з яких названі його ім'ям (Corydoras axelrodi, Neolebias axelrodi, Hyphessobrycon herbertaxelrodi, Cheirodon axelrodi, Aphiocharax axelrodi, Symphysodon aeguifasciata axelrodi) і знову відкрив кілька видів, які вже вважалися втраченими для науки.